# Sarah Bowdich
Sarah Wallis de Bowdich  ( 1791 - 1877 ) fue una ilustradora, zoóloga, botánica y pteridóloga inglesa.
En 1822, acompañada por su esposo Thomas, se van a Lisboa donde, a través de un estudio de los MSS históricos, publican An Account of the Discoveries of the Portuguese in . . . Angola and Mozambique (Londres, 1824). En 1823, después de pasar unos meses en Madeira y Cabo Verde, llegan a Banjul, en la desembocadura del río Gambia, con la intención de ir a Sierra Leona y explorar el interior. Pero Bodwich murió de malaria en Bathurst (actual Banjul) el 10 de enero de 1824. Y, Sarah publica un relato de su último viaje, titulado Excursions in Madeira and Porto Santo . . . to which is added A Narrative of the Continuance of the Voyage to its Completion, &c (Londres, 1825).

## Algunas publicaciones
- 1844. Elements of Natural History, for the use of schools and young persons: comprising the principles of classification, interspersed with ... account of the most remarkable animals ... Ilustrado

- 1850. Elements of Natural History, for the use of schools and young persons: comprising the principles of classification, interspersed with ... account of the most remarkable animals ... Ilustrado

- 1852a. British Birds, with descriptions by Mrs. R. Lee ... and seven pictures from drawings by Harrison Weir

- 1852b The Farm and its Scenes, with descriptions by Mrs. R. Lee ... and six pictures from drawings by Harrison Weir

- 1853a. Foreign Animals, with descriptions by Mrs. R. Lee ... and seven pictures from drawings by Harrison Weir

- 1853b. Anecdotes of the Habits and Instincts of Birds, Reptiles, and Fishes ... With illustrations by Harrison Weir

- 1853c. Familiar Natural History, with descriptions by Mrs. R. Lee ... and ... illustrations from drawings by Harrison Weir

- 1854. Trees, Plants, and Flowers: their beauties, uses, and influences ... The illustrations ... by James Andrews

- 1867. The African wanderers ... 4ª ed.

- Foreign Birds, with descriptions by Mrs. R. Lee ... and seven pictures from drawings by Harrison Weir

- Taxidermy: or, the art of collecting, preparing, and mounting objects of natural history

- British Animals, with descriptions by Mrs. R. Lee ... and seven pictures from drawings by Harrison Weir

### Libros
- 1851. Adventures in Australia: or, the Wanderings of Captain Spencer in the bush and the wilds ... With illustrations by J.S. Prout. xi, [1], 364 pp., 18 pl.

- La abreviatura «Bowdich» se emplea para indicar a Sarah Bowdich como autoridad en la descripción y clasificación científica de los vegetales.[1]

## Fuente
- Desmond, R. 1994. Dictionary of British & Irish Botanists & Horticulturists includins Plant Collectors, Flower Painters & Garden Designers. Taylor & Francis & The Natural History Museum, Londres.